# Темурмаликский район
Темурмали́кский район (тадж. Ноҳияи Темурмалик) — административный район в составе Хатлонской области Республики Таджикистан. Районный центр — посёлок городского типа Бахманруд.

## История
Образован в 1929 году как Кзыл-Мазарский район. В 1953 году переименован в Советский район, а в 2004 году — в Темурмаликский район.
В 1955 году территория  упразднённого Кангуртского района (образована в 1929 году) была передана в состав Советского района.

## Население
Население по оценке на 1 января 2015 года составляло 63 800 человек, в том числе городское — в посёлке Бахманруд — 15,5% или 9900 человек.
| Численность населения | Численность населения | Численность населения | Численность населения | Численность населения |
| 1939                  | 2019                  | 2020                  | 2021                  | 2022                  |
| --------------------- | --------------------- | --------------------- | --------------------- | --------------------- |
| 32 457                | ↗68 700               | ↗69 800               | ↗74 000               | ↗75300                |

## Административное деление
В состав района входят 1 пгт и 6 сельских общин (тадж. ҷамоати деҳот):
| Сельская община | Население (Январь 2015) |
| --------------- | ----------------------- |
| Бахманруд, пгт  | 9,900                   |
| Чильчах         | 8,664                   |
| Кангурт         | 9,430                   |
| Кушктеппа       | 8,113                   |
| Хусайнобод      | 7,224                   |
| Гурдоварон      |                         |
| Танобчи         | 7,454                   |

## Органы власти
Главой Темурмаликского района является Председатель Хукумата, который назначается Президентом Республики Таджикистан. Главой правительства Темурмаликского района является Председатель Хукумата. Законодательный орган Темурмаликского района — Маджлис народных депутатов, который избирается всенародно на 5 лет.